# Karen DeWolf
Karen DeWolf (* 14. Februar 1909 in New York City, New York, USA; † 20. Juli 1989 Encino, Kalifornien, USA) war eine US-amerikanische Drehbuchautorin und Schriftstellerin.

## Leben und Werk
Karen DeWolf war ab Mitte der 1930er Jahre in Hollywood als Drehbuchautorin tätig. Während sie sich in billigeren Filmen hocharbeitete, schrieb sie 1935 unter anderem die Drehbücher für drei Filme von Frank R. Strayer (Public Opinion, Society Fever und Condemned to Live), denen 1937 mit Hot Water und Borrowing Trouble zwei weitere folgten.
Ab Ende der 1930er Jahre war sie bei Columbia Pictures unter Vertrag und arbeitete dort weiterhin oft für Frank R. Strayer, so bei Go West, Young Lady und Daring Young Man sowie bei neun Filmen der Blondie-Serie. 1943 verließ sie zusammen mit Frank R. Strayer die Serie, dennoch war Footlight Glamour der 16. und letzte gemeinsame Film der beiden. Weitere bemerkenswerte Filme ihrer Zeit bei Columbia waren Nine Girls von Leigh Jason oder Leicht französisch von Douglas Sirk.
In den 1950er Jahren war sie mehrmals für den Produzenten Benedict Bogaeus tätig. Dabei entstanden Filme wie Die Nacht vor dem Galgen von Don Siegel oder Treffpunkt Honduras von Jacques Tourneur. Allan Dwans Stadt der Verdammten, der von Kritikern als Allegorie auf den McCarthyismus oder schlicht als Anti-McCarthyismus-Western bezeichnet wurde, war ihr letzter Film. Kurz danach wurde sie auf Hollywoods Schwarze Liste gesetzt, was auf ein Berufsverbot hinauslief. Danach arbeitete sie für wenige Fernsehserien, hauptsächlich bei 31 Folgen von The Ford Television Theatre.
Karen DeWolf veröffentlichte 1941 den Roman Take the Laughter über eine junge Frau im Hollywood der 1930er Jahre. Charlotte Dean schrieb in der New York Times dazu, dass dieser Roman sicherlich nicht verfilmt werden würde, solange die Regeln sich nicht ändern. Sie schrieb auch, dass dies der erste Roman von Karen DeWolf sei. Die Variety berichtete dagegen bereits 1936, dass Karen DeWolf einen Roman mit dem Titel All Cats Are Gray fertiggestellt habe.

## Filmografie (Auswahl)
Aufgeführt werden Filme, bei denen sie am Drehbuch beteiligt war. Filme, bei denen sie nur die Geschichte schrieb, sind mit (G) gekennzeichnet.
- 1933: Bei Kerzenlicht (By Candlelight)
- 1934: The Countess of Monte Cristo
- 1934: The Love Captive
- 1935: Public Opinion
- 1935: Society Fever
- 1935: Condemned to Live
- 1936: Doughnuts and Society
- 1936: Bulldog Edition
- 1937: Love in a Bungalow
- 1937: Hot Water
- 1937: Checkers
- 1937: Borrowing Trouble
- 1938: Walking Down Broadway
- 1938: Safety in Numbers
- 1938: Passport Husband
- 1938: Always in Trouble
- 1939: Everybody’s Baby
- 1939: Blondie Takes a Vacation (G)
- 1939: Blondie Brings Up Baby (G)
- 1939: Saga of Death Valley
- 1940: Pioneers of the West
- 1940: Blondie Plays Cupid
- 1941: Blondie Goes Latin
- 1941: Her First Beau
- 1941: Blondie in Society
- 1941: Tillie the Toiler
- 1941: Go West, Young Lady
- 1942: Shut My Big Mouth
- 1942: Blondie’s Blessed Event
- 1942: Meet the Stewarts
- 1942: Blondie for Victory
- 1942: Daring Young Man
- 1943: It’s a Great Life
- 1943: Footlight Glamour
- 1944: Nine Girls
- 1945: Getting Gertie’s Garter
- 1946: It’s Great to Be Young (G)
- 1946: The Cockeyed Miracle
- 1947: Stepchild
- 1947: Bury Me Dead
- 1948: Abenteuer auf Sizilien (Adventures of Casanova)
- 1948: Ein Pferd namens October (The Return of October) (G)
- 1949: Leicht französisch (Slightly French)
- 1949: Make Believe Ballroom
- 1949: Johnny Allegro
- 1949: Holiday in Havana
- 1950: When You’re Smiling
- 1953: Die Nacht vor dem Galgen (Count the Hours)
- 1953: Treffpunkt Honduras (Appointment in Honduras)
- 1953–1957: The Ford Television Theatre (Fernsehserie, 31 Folgen)
- 1954: Stadt der Verdammten (Silver Lode)